# Otto di Guardia e Balia
Die Otto di Guardia e Balìa, auch Signori Otto genannt, waren ein alter florentinischer Magistrat, der sich zunächst um die strafrechtlichen und polizeilichen Angelegenheiten der Republik Florenz und später des Großherzogtums kümmerte.

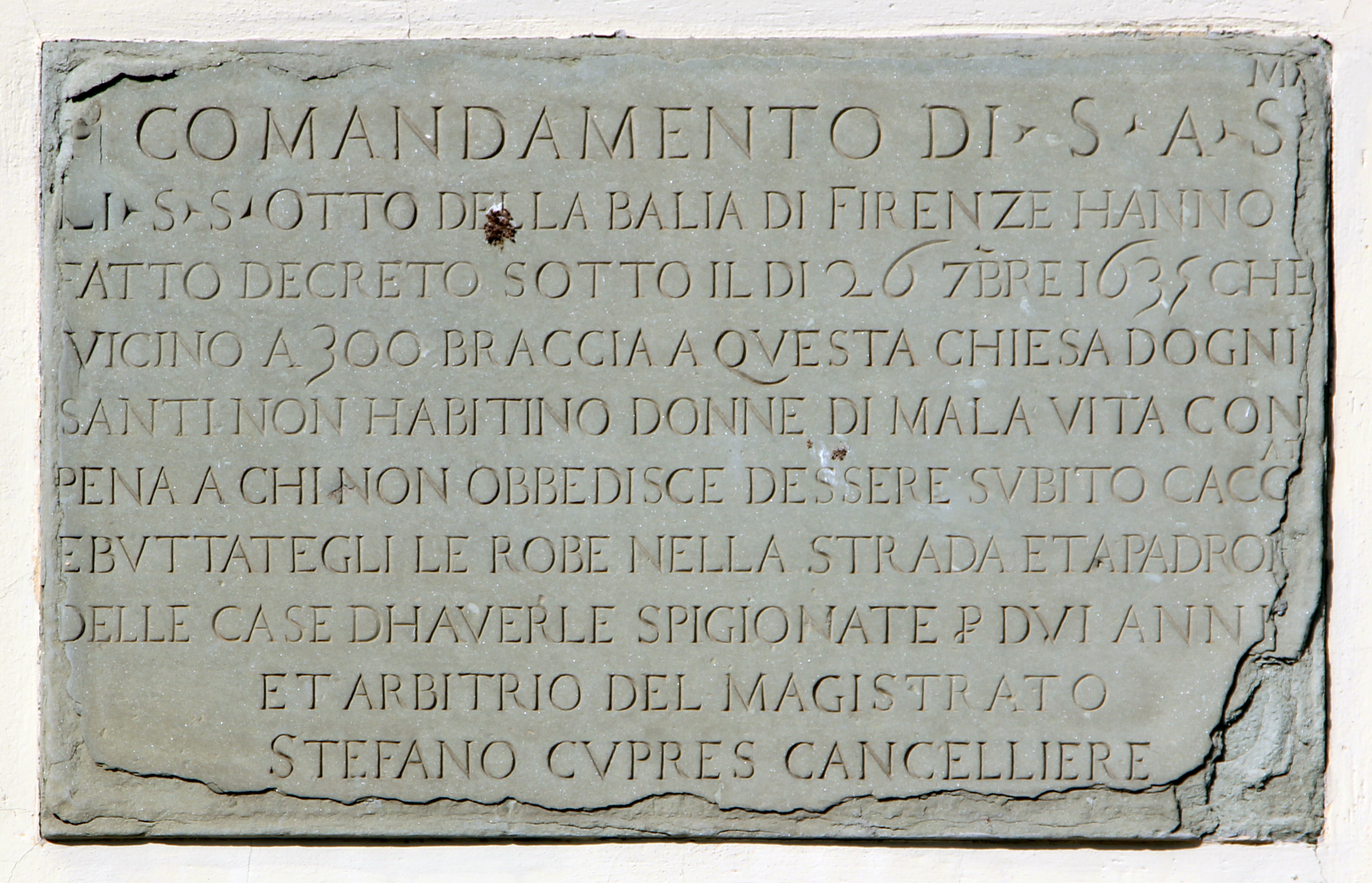
Tafel der Signori Otto gegen die Prostitution, Kirche Ognissanti

Wappen der Otto di Guardia e Balia

„Die Strafsachen wurden acht Bürgern zugewiesen, die sich Otto di Balìa nannten. Dieser Magistrat hatte ursprünglich die weitreichendste Befugnis, wurde später jedoch entmachtet und ihm wurde lediglich die Aufsicht über die Stadt übertragen. Bis vor kurzem wurden sie daher Otto di Contraguardia genannt. Diesem Magistrat wurde die Befugnis zuerkannt, über Strafsachen zu richten, doch in einigen Fällen war die Ermächtigung durch die Signoria erforderlich. Seitdem wurde ein weiterer Brauch eingeführt, der bis heute befolgt wird: Alle zwei Monate nach Amtsantritt der Signoria wird diesem achtköpfigen Magistrat als erster Schritt die allgemeine Autorität in allen Strafsachen übertragen. Somit sind sie ordentliche Richter in Strafsachen. Der Magistrat ist auch für einige Zivilsachen zuständig, etwa für Waffenstillstände oder Friedensbrüche, sowie für alle Fälle, in die Juden innerhalb des florentinischen Herrschaftsbereichs verwickelt sind. Das Amt dauert vier Monate, d.h., alle vier Monate werden die acht Balia ausgetauscht. Sie gehören zu den obersten Beamten von Florenz und gehen anderen Privatpersonen nicht nur im Palast, sondern auch auf den Straßen und überall sonst, wo sie sich aufhalten, voran.“

## Geschichte

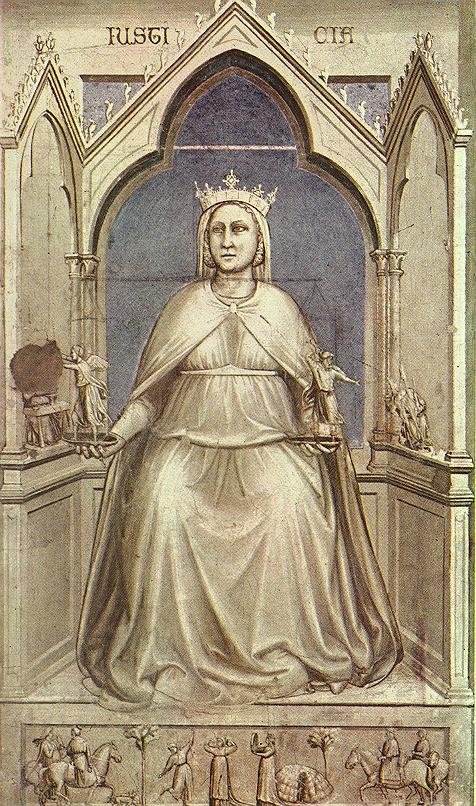
Die Justizia, Giotto, Cappella degli Scrovegni

Bereits im Jahr 1353 hatten acht Bürger den Auftrag erhalten, Wege zu finden, um die in der Stadt auftretenden kriminellen Vorfälle, insbesondere die Gewalttaten, zu kontrollieren und zu bestrafen. Die acht Ratsmitglieder legten fest, dass vier Polizeibeamte ernannt werden sollten, die jedoch aus Orten kommen sollten, die mindestens vierzig Meilen von Florenz entfernt lagen. Sie vertrauten jedem von ihnen einen Notar und fünfzig Polizisten an, die in Uniform in der Stadt patrouillieren und die Kirchen überwachen sollten, um zu verhindern, dass Straftäter dort Zuflucht und Asyl suchten.
Die Einrichtung der eigentlichen Magistratur der „Otto di Balia“ erfolgte im Jahr 1376, als Florenz in den Krieg der Acht Heiligen verwickelt war und die öffentliche Ordnung höchste Priorität hatte. Die Acht hatten ein richterliches Mandat oder eine „Balìa“ erhalten und trafen sich zusammen mit 16 anderen Ratsmitgliedern in Santa Maria Novella, um Sicherheitsverordnungen zu diskutieren und zu verabschieden. Sie konnten jedoch nichts tun, um den Ausbruch des Ciompi-Aufstand zu verhindern, der auch sie überwältigte, denn „Sie regierten zu zügellos und wollten der Signoria ihre Gesetze aufzwingen. Michele di Lando, der Gonfaloniere, konnte eine solche Dreistigkeit nicht dulden und befahl ihnen, den Palast zu verlassen. Als sie ihm nicht gehorchten, schlug er zwei von ihnen brutal mit dem Schwert, verfolgte sie die Treppe hinunter und ließ sie gefangen nehmen. Francesco di Chele, ein Trödelhändler, der ihm als Gonfaloniere nachfolgte, entzog ihnen jegliche Autorität.“
An ihrer Stelle wurde am 2. September 1378 nicht der „Otto di Balia“, sondern der „Otto di Guardia“ eingesetzt. Ihr einfaches Mandat war es, die Gerichtspolizei zu leiten und die Stadt und das Umland zu bewachen, um neue Raubüberfälle und Unruhen zu verhindern. Erst am 18. September 1380 wurde der „Otto di Guardia e di Balia“ gegründet, als Karl von Durazzo auf seinem Marsch nach Neapel in Arezzo Halt machte. Man befürchtete, er könnte sich mit den ghibellinischen Exilanten verbünden und Florenz angreifen. Sie bündelte die gesamte Verwaltung der öffentlichen Ordnung der Republik in einer einzigen Institution, damit diese im Notfall schneller eingreifen und die Situation besser bewältigen kann. Die Magistrate blieben im Amt, auch nachdem die Gefahr vorüber war. Von da an blieben die gewählten Magistrate der „Otto di Guardia e di Balia“ vier Monate im Amt und mussten zu Beginn des dritten Monats von der neuen Signoria wiederernannt werden.
Mit der Abschaffung der Tribunale der „Künste“ und verschiedener kleinerer Strafgerichte wurden aus einfachen Quästoren und Präfekten im Laufe der Zeit die Otto. Sie waren nicht nur für die Bekämpfung, sondern auch für die Verurteilung von Straftätern und Verbrechen zuständig und wurden so zur wichtigsten Justizbehörde in Florenz.
Aus diesem Grund gehörten die Otto di Balia e di Guardia trotz des Niedergangs der städtischen Institutionen und des raschen Aufstiegs der Signorien zu den Institutionen der Republik, die sich dem wachsenden Absolutismus der Medici am stärksten widersetzten. Dies bestätigt auch Francesco Guicciardini, wenn auch aus offensichtlichen Gründen nur zwischen den Zeilen.

„Im Jahr 1478 gab es in Florenz eine kleine Unruhe, die durch die Otto della Balia verursacht wurde. [...] Wie jedem, der sich in der Gegend auskennt, bewusst ist, wäre ein Leben in Florenz unmöglich, wenn die Furcht vor diesem Amt, die aus dessen Schnelligkeit bei der Aufdeckung und Verurteilung von Verbrechen resultiert, nicht böse Geister in Schach halten würde. Da das Amt mit Kriminalfällen überlastet war, war es ihm ausdrücklich verboten, sich in Zivilsachen einzumischen. Diese Anordnung wurde nicht vollständig eingehalten, denn nach und nach wurden aufgrund der besonderen Fähigkeiten der Beamten und der Mittel und Gefälligkeiten der Männer, die dorthin kamen, viele Zivilverfahren eingeleitet, die aus irgendeinem indirekten Grund als Strafverfahren bezeichnet wurden. Da dies schon vor langer Zeit geschehen war, hielt Lorenzo es für notwendig, Abhilfe zu schaffen. Deshalb wurde eine Reform vorgenommen, die viele Fälle deklarierte und abgrenzte, in denen die Otto keine Befugnis hatten. Und weil sie von Gismondo della Stufa, der damals Mitglied der Otto war, angeordnet wurde, nannte man sie die Gismondina; [...] Die Otto, denen es nicht gefiel, zerrissen es eines Tages, ohne sich mit den Magistraten oder denjenigen, die die Stadt regierten, zu beraten, und verbrannten es. Dies missfiel den Herrschenden, da es den Staat zu beeinträchtigen schien und sie es aus eigener Machtvollkommenheit taten, besonders in der heutigen Zeit.“

### Auflösung
Alessandro de’ Medici, der sich an die Ereignisse unter Lorenzo erinnerte, beschränkte im Jahr 1532 die Gerichtsbarkeit auf Florenz und sein Territorium. Ausgenommen hiervon waren jedoch alle Verbrechen gegen den Staat und die Familie Medici sowie die jüdischen Angelegenheiten, die weiterhin in ihrer ausschließlichen Zuständigkeit blieben. Zudem behielt er die inzwischen zur Farce gewordene Wählbarkeit der Magistrate bei, allerdings sollten ihre Namen durch das besondere Büro des Segreteria delle Tratte unter den wählbaren Bürgern ausgelost werden, d. h. unter denen, die dem Senat der Achtundvierzig und dem Rat der Zweihundert angehörten. Denn diese veralteten republikanischen Institutionen waren inzwischen alle fest in der Hand seiner Parteigänger. Selbstverständlich musste er jede Ernennung genehmigen. Um sie noch besser unter Kontrolle zu halten, verlegte er sie in den Bargello, denn unter seiner Herrschaft wurde der Podestà nicht mehr gebraucht.
Dennoch leisteten die Otto Widerstand, weshalb der Großherzog sie im Jahr 1558 alle entließ und bestimmte Kriterien für die Ernennung von Richtern festlegte. Für die Aufnahme in die Otto war außer einem Mindestalter von 30 Jahren nichts weiter erforderlich, nicht einmal rudimentäre Rechtskenntnisse oder elementare juristische Erfahrungen. Cosimo hingegen legte fest, dass die neuen Magistrate, selbst wenn sie völlig unwissend in der Rechtswissenschaft waren, zumindest Männer von größter Loyalität gegenüber der Krone sowie mit einer guten Portion Unterwürfigkeit und Skrupellosigkeit sein mussten. Und in der Tat ist die erste Gruppe der neuen Otto, vor allem Lorenzo Corboli, in dieser Hinsicht symbolträchtig.
Aus diesem Grund wurden sie mehr als zwei Jahrhunderte später, im Jahr 1777, von Peter Leopold aufgelöst und durch einen Obersten Gerichtshof mit größerer juristischer Kompetenz ersetzt, während die Polizeiaufgaben den „Capitani di Parte Guelfa“ übertragen wurden.

## Steintafeln

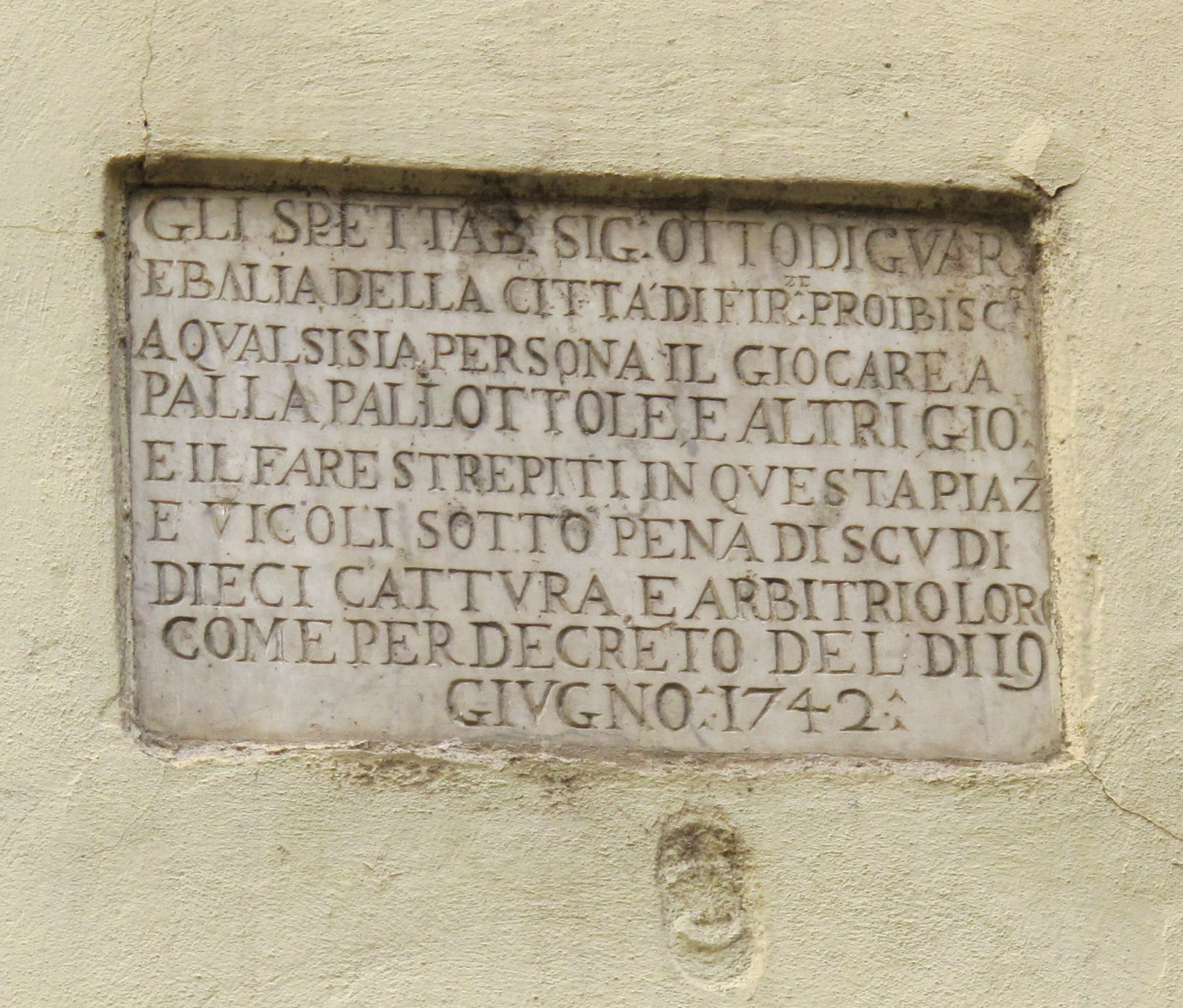
„Die geehrten Signori Otto verbieten...“ (Piazza del Giglio)

In Florenz und anderen toskanischen Städten kann man leicht Steintafeln mit den verschiedenen Beschlüssen der Signoria Otto zur öffentlichen Ordnung finden. Sie stammen hauptsächlich aus dem 17. und 18. Jahrhundert. Auf ihnen sind zahlreiche Verbote verzeichnet, vor allem in der Nähe von Kirchen und Klöstern. Dort verboten sie Lärm und spielende Kinder, um Ruhe und Anstand zu wahren.
Auffällig an diesen Steintafeln ist zum einen die weite Verbreitung, die vom hohen Bildungsgrad der Bevölkerung zeugt, und zum anderen die Schwere der „strengen“ Strafen, die auch einschüchternd gewirkt haben müssen. Die Strafen unterlagen entweder der „Willkür der Richter“ oder waren festgelegt. Für Vergehen, die heute als geringfügig erscheinen, wie Lärm oder spielende Kinder, riskierte derjenige, der die Geldstrafe nicht zahlen konnte, die Gefangennahme oder sogar die Folter der „Seilstrecken“. Dabei wurden die Hände des Unglücklichen hinter dem Rücken gefesselt und er wurde an den Handgelenken an einem Flaschenzug aufgehängt, der ihn für eine bestimmte Anzahl von „Strecken“ hochzog. Dies führte sogar zu dauerhaften Schäden an den Armgelenken.
Zu den kuriosesten florentinischen Tafeln gehören:
- jene, die Glücksspiele oder „sensationelle“ (lärmende) Spiele wie „Pallottole“ (ein Vorläufer des Boccia), „Pilotta“, „Ruzzola“ oder „Piastrelle“ verbieten (auf der Piazza del Giglio, in der Via dai Mori, im Vicolo dei Cavallari und in der Badia Fiorentina),
- jene, die das Spielen oder Singen von Liedern verbieten (Chiasso delle Misure, Chiasso del Bene, Via dei Giacomini, Via del Fiordaliso usw.).
- den Neptunbrunnen zum Waschen oder Reinigen von Tintenfässern zu benutzen,
- „Wassermelonen“ vor dem Palazzo Strozzi zu verkaufen (weist fast ungehalten darauf hin, dass die Piazza Santa Maria Novella für diese Tätigkeit bestimmt war),
- „Tiere zu verkaufen und zu halten“ (Via San Gallo),
- zu urinieren (San Lorenzo, Via Sant’Orsola)
- Diejenigen, die die Prostitution verboten (Via del Fico, Via Guelfa): Neben der Kirche Ognissanti droht eine Tafel aus dem Jahr 1635 den „kriminellen“ Frauen, die sich in dieser Gegend aufhalten, damit, dass ihre „Sachen auf die Straße geworfen werden“ und sie für zwei Jahre aus dem Haus geworfen werden.

### Liste
Es handelt sich um eine Liste der 87 Steintafeln der Signori Otto und anderer Magistrate im historischen Zentrum von Florenz. Sie enthält nur die von außen sichtbaren Tafeln, nicht jedoch die in Gebäuden, Museen und Depots befindlichen. Ebenso wenig enthalten sind die Tafeln außerhalb der Stadtmauern sowie die in anderen Städten unter florentinischer Herrschaft.
- Via degli Agli (vor der Nr. 9r.)
- Via degli Alfani Nr. 56 г.
- Via degli Alfani Nr. 58
- Via degli Alfani Nr. 71 r.
- Via Dante Alighieri (vor der Via Santa Margherita)
- Via d'Ardiglione (Kirche Santa Monaca)
- Via dei Bardi (Kirche Santa Lucia dei Magnoli)
- Via Cesare Battisti (Ecke Piazza della Santissima Annunziata)
- Via Cesare Battisti Nr. 1
- Piazzetta Piero Calamandrei (Ecke Borgo degli Albizi)
- Piazza della Calza  Nr. 6
- Via del Campuccio  Nr. 2-4 r.
- Via del Campuccio (Kirche Santa Elisabetta delle Convertite)
- Via Gino Capponi (Kirche Santissima Annunziata)
- Via Gino Capponi (Kirche Santissima Annunziata)
- Via Gino Capponi (Palazzo della Crocetta)
- Via delle Casine (Ecke Via dei Malcontenti)
- Vicolo dei Cavallari (vor der Nr. 6 r.)
- Via della Chiesa Nr. 83
- Volta dei Ciechi (Westseite)
- Via della Colonna Nr. 34
- Via della Colonna (Unter der Volta degli Innocenti)
- Via della Colonna (Unter der volta degli Innocenti)
- Chiasso Cornino (Ecke Via delle Terme)
- Borgo la Croce (chiesa di Sant'Ambrogio)
- Borgo la Croce (vor der Nr. 57)
- Chiasso dei Del Bene (Ecke Borgo Santi Apostoli)
- Via Faenza Nr. 46
- Via del Fico Nr. 27 г.
- Via Filippina (Komplex von San Firenze)
- Via Ghibellina Nr. 2
- Via Ghibellina Nr. 127
- Via Ghibellina (Palazzo del Bargello)
- Piazza Lorenzo Ghiberti (Nordwest-Erweiterung)
- Via dei Giacomini (Ecke Via dei Tornabuoni)
- Piazza del Giglio Nr. 6 r.
- Via dei Girolami (Mittleres Gewölbe)
- Via dei Gori (Kirche San Giovannino degli Scolopi)
- Via dei Gori (Ecke Piazza di San Lorenzo)
- Borgo dei Greci (vor der Nr. 45r.)
- Via Guelfa (chiesa di San Barnaba)
- Via Laura (vor der Nr. 26)
- Via dei Macci Nr. 1
- Via Maffia (vor der Nr. 30 r.)
- Via dei Magalotti Nr. 1
- Via dei Magazzini Nr. 8
- Via dei Magazzini Nr. 12
- Via della Mattonaia (Ecke Borgo la Croce)
- Via della Mattonaia (Ecke Borgo la Croce)
- Via Mazzetta (Kirche San Felice in Piazza)
- Chiasso delle Misure (in der Mitte der Gasse)
- Via da' Mori (Ecke Va Romana)
- Via Nazionale Nr. 132 r.
- Via dei Neri (Loggia del Grano)
- Via dei Neri (Loggia del Grano)
- Borgo Ognissanti Nr. 34-36 r.
- Via Panicale (Gebäude links der Kirche San Barnaba)
- Via Panicale Nr. 7
- Via Panicale Nr. 31 r.
- Borgo Pinti (Ecke Via dei Pilastri)
- Borgo Pinti Nr. 66
- Borgo Pinti (Ecke Via della Colonna)
- Via Folco Portinari (Vor der Nr. 11)
- Via Folco Portinari (Vor der Nr. 11)
- Via del Presto di San Martino (Kirche Santo Spirito)
- Via Romana Nr. 18 r.
- Via San Gallo (Vor der Nr. 1)
- Via San Gallo Nr. 40-36 r.
- Piazza di San Lorenzo (Basilica di San Lorenzo)
- Piazza di San Lorenzo (Basilica di San Lorenzo)
- Piazza di San Lorenzo (Basilica di San Lorenzo)
- Piazza San Pier Maggiore (Ecke Via Matteo Palmieri)
- Via Sant'Orsola Nr. 2 r.
- Via Sant'Orsola Nr. 6
- Piazza di Santa Felicita (Vasarikorridor)
- Vicolo di Santa Maria Maggiore (Ecke Via dei Vecchietti)
- Piazza della Santissima Annunziata (Loggia dei Serviti)
- Piazza Santo Spirito Nr. 20
- Piazza Santo Stefano (Kirche Santo Stefano al Ponte)
- Piazza Santo Stefano (Santo Stefano al Ponte)
- Via Sguazza (Ecke Via Maggio)
- Piazza della Signoria (Palazzo Vecchio)
- Piazza degli Strozzi (Palazzo Strozzi)
- Piazza degli Strozzi (Ecke Via Monalda)
- Piazza Torquato Tasso (Kirche San Salvatore a Camaldoli)
- Borgo Tegolaio (Vor der Nr. 62 г.)
- Via delle Terme (Ecke Piazza di Santa Trinita)

## Zitate
In dem Roman „La coscienza di Zeno“ von Italo Svevo verwendet der Protagonist den Ausdruck „Die Acht verbieten dir, sich zu beschmutzen“ als Sprichwort, um seinen Nebenbuhler Guido Speier zu kritisieren. Dieser hat sich schuldig gemacht, indem er eine Bach-Komposition zu frei interpretiert hat.